# Pomós
Pomós är en ort i Cypern.   Den ligger i distriktet Eparchía Páfou, i den västra delen av landet, 70 km väster om huvudstaden Nicosia. Pomós ligger 19 meter över havet och antalet invånare är 593. Den ligger på ön Cypern.
Terrängen runt Pomós är huvudsakligen kuperad, men åt sydväst är den platt. Havet är nära Pomós åt nordväst.Trakten runt Pomós är ganska glesbefolkad, med 35 invånare per kvadratkilometer. Närmaste större samhälle är Pólis, 18,7 km sydväst om Pomós. 